# Géographie de l'Afghanistan

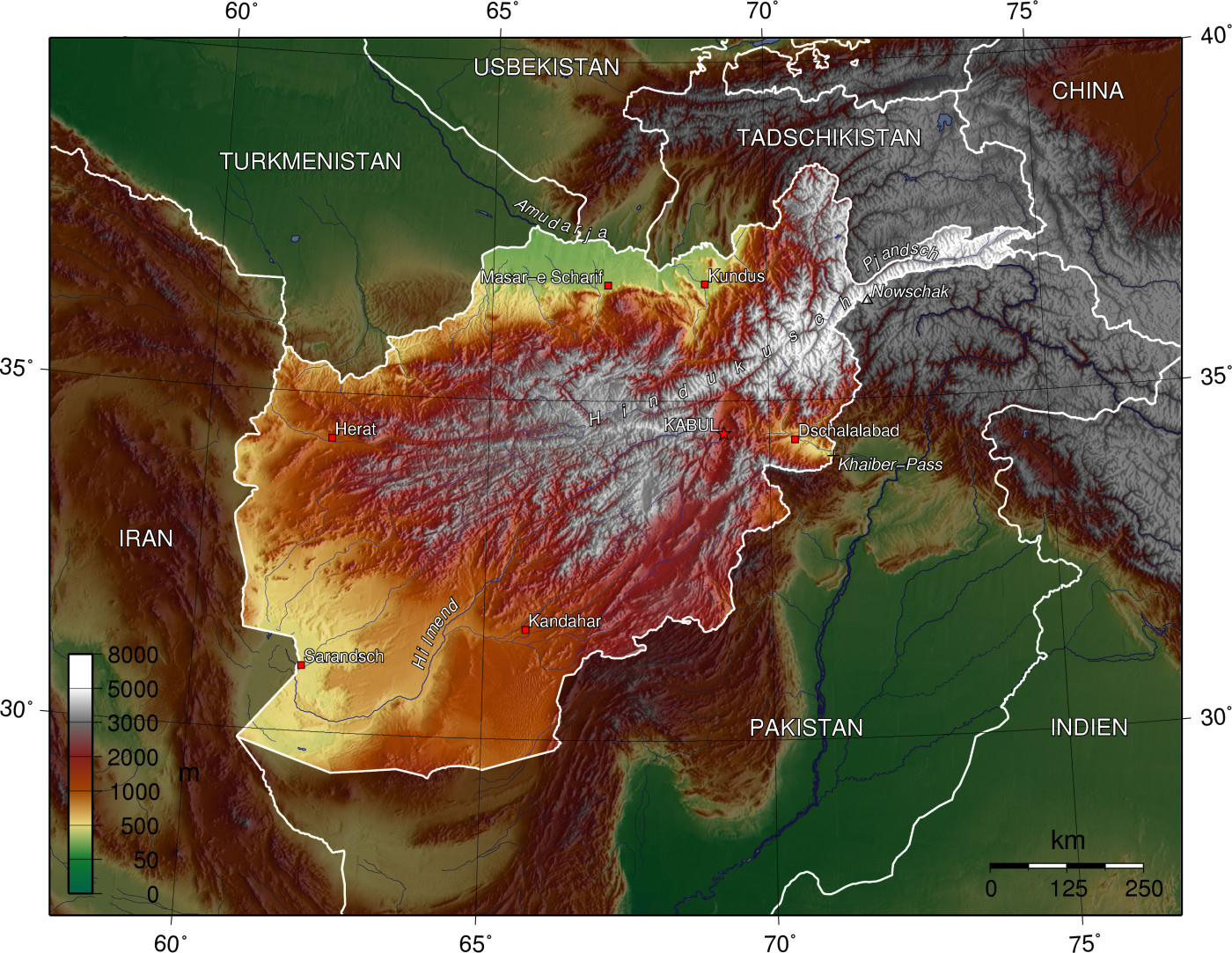
Relief de l'Afghanistan

L'Afghanistan, situé en Asie centrale, est dominé par le massif de l'Hindou Kouch. Plus de cent sommets dépassent les 6 000 m, le plus haut étant le Naochak dans le Pamir à presque 7 500 m. L'Hindou Kouch est comme un mur séparant le pays en deux parties, rompu par quelques rares cols bloqués en hiver et par le tunnel de Salang construit avec l'aide soviétique dans les années 1960. L'Hindukush subit jusqu'à cinquante tremblements de terre par an, certains pouvant faire des milliers de victimes comme en février ou mai 1998.
Quand la neige commence à fondre en mars, les rivières gonflent avec un maximum au printemps sauf dans le Wakhan où le maximum est en août. Un réchauffement trop rapide du temps peut provoquer des crues violentes et imprévisibles, emportant bêtes et êtres humains. Des quatre principaux bassins aquifères (les fleuves Amou-Daria, Hari Rûd, Helmand et Kaboul) seul le fleuve Kaboul (affluent de l'Indus) va jusqu'à la mer, les autres constituent des bassins endoréiques. Le fleuve Amou-Daria se jette dans la mer d'Aral.
La neige des montagnes est la principale sinon la seule source d'eau dans un pays où il ne pleut presque jamais. Un proverbe afghan dit : « Mieux vaut Kaboul sans or que Kaboul sans neige. »
Les seules provinces avec des forêts sont le Nouristan et Paktia et la déforestation menace les rares forêts restantes. Les autres provinces seraient des plaines ou des montagnes de cailloux sans la présence d'un ingénieux système appelé qarez, surtout dans l'est et le sud du pays: une série de puits (jusqu'à 30 m de fond) interconnectés captent la nappe aquifère et un alignement de puits reliés par un tunnel amène l'eau à des dizaines de kilomètres de sa source.
La passe de Khyber est un long passage d'une cinquantaine de kilomètres qui culmine à 1 067 m, elle est une trouée dans la montagne du Spīn Ghar. Il est l'un des passages les plus importants entre l'Afghanistan et le Pakistan.

## Situation de l'Afghanistan
L'Afghanistan est un pays d'Asie, son territoire mesure dans les environs de
652 090 km2. C'est un pays principalement montagneux avec peu (ou pas) de végétation sur plus de deux tiers du territoire, et il n'a pas accès à la mer. Le climat continental est des plus rudes avec des températures pouvant atteindre 49 degrés au sud et - 26 degrés au nord. C'est un pays très sec où seulement 12 % de la surface est cultivable.

## Fleuves et rivières
- L'Amou-Daria matérialise la frontière avec le Tadjikistan, l'Ouzbékistan, et très partiellement le Turkménistan. Ses principaux affluents du côté afghan sont la rivière Kokcha qui baigne Fayzabad, chef-lieu du Badakhchan, et le Kunduz.
- La rivière Kaboul est un important affluent de l'Indus qui arrose la capitale et reçoit à son tour les eaux du Logar, du Pandjchir et de la Kunar, ses principaux affluents afghans.
- Le Hari Rûd
- L'Helmand est plus un fleuve qu'une rivière. Il possède un important bassin versant et de nombreux affluents. Ses eaux abondantes ainsi que celles de ses tributaires (dont l'Arghandab est le plus important) assurent l'irrigation de plusieurs grandes oasis et terminent en Iran, où elles alimentent une chaîne de plusieurs grands lacs d'eau douce : les hamouns du Seistan (ou Sistan).
- Le Khach
- Le Farâh, comme le Helmand, alimente la chaîne des hamouns du Seistan, où il aboutit.
- Le Balkh-Ab qui baigne les ruines de l'antique Bactres, capitale de l'ancienne Bactriane.
- Le Murghab et son affluent le Kouchk[1].

## Lacs de l'Afghanistan
- Le Band-e-Amir est un groupe de six lacs aux couleurs variées, situés en haute montagne dans l'Hindou Kouch.
- L'Ab-e Istada est un lac fermé, peu profond et alcalin de la province de Ghazni. C'est un important relais pour les oiseaux migrateurs venus de Sibérie, qui héberge une importante population de flamants roses.
- L'Ab-i Nawar est situé à 3 200 mètres d'altitude et héberge la même faune aviaire que l'Ab-e Istada.

## Bilan hydrologique du pays
D'après Aquastat, la hauteur d'eau annuelle moyenne des précipitations est de 327 mm, soit pour une superficie de 652 000 km2, un volume de précipitations annuelles de 213,43 km3.
De ce volume précipité, l'évapo-transpiration consomme 158,43 km3. Restent 55 km cubes de ressources produites sur le territoire du pays (en interne). Il faut ajouter à cela 10 km cubes produits à l'étranger et qui font partie des ressources utilisables de l'Afghanistan, une fois la frontière franchie. Il s'agit du débit apporté du Pakistan par le système Chitral/Kunar. Au total donc les ressources totales en eau du pays se montent à 65 kilomètres cubes.
Actuellement 50 km3 quittent le pays, à destination des pays suivants :
- Pakistan : surtout la rivière Kaboul, mais aussi le Kurram et quelques autres cours d'eau mineurs.
- Turkménistan : Amou-Daria, Murgab, Hari Rûd, etc.
- Iran : le système Helmand-Farah Roud-Sistan se termine partiellement dans le Sistan iranien.

La quantité d'eau consommée dans le pays est donc de 15 km3 annuellement (surtout par irrigation), c'est-à-dire 475 m3/s.

## Sommets
Les plus hauts sommets d'Afghanistan sont le Nowshak (7 492 m) et le Kohe Shakhawr (7 083 m), tous deux situés le long de la ligne Durand qui marque la frontière entre l'Afghanistan et le Pakistan.

## Lieux renommés
- Passe de Khodjak, Passe de Khyber, Vallée du Pandjchir, Désert du Registan, Massif de l'Hindou Kouch, Tunnel de Salang, montagne Dorah, lacs Band-e-Amir soumis au Patrimoine Mondial UNESCO.

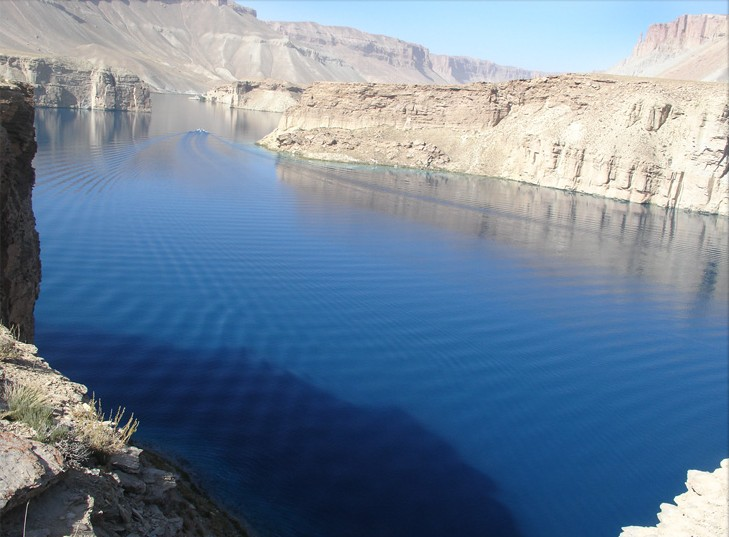
Un des lacs de Band-e-Amir